# David Mitton
David Nelson Godfrey Mitton (* 13. Juli 1938 in Edinburgh, Schottland; † 16. Mai 2008) war ein BAFTA-nominierter britischer Fernsehproduzent, Drehbuchautor, Regisseur, Modellbauer und Spezialeffekttechniker.

## Karriere
Mitton begann seine Fernsehkarriere in den 1960er-Jahren, als er für Gerry Andersons Puppentrickfilmproduktion Thunderbirds, Captain Scarlet und die Rache der Mysterons, Joe 90, The Secret Service und UFO  arbeitete. Mit seiner eigenen Produktionsgesellschaft begann Mitton ab 1984 die Produktion der Fernsehserie Thomas, die kleine Lokomotive nach den Geschichten von Wilbert Vere Awdry. Er war zudem als Regisseur und Drehbuchautor an der Serie bis zur siebten Staffel 2003 beteiligt.
Weiterhin erschuf er gemeinsam mit Robert D. Cardona TUGS, die Schwesterserie von Thomas, die mit ähnlichen Techniken produziert wurde und von den Schlepperbooten des fiktiven Hafens von Bigg City Port handelte. Es konnten jedoch nur 13 Episoden fertiggestellt werden, die 1989 veröffentlicht wurden. Nach diesem Misserfolg kehrte Mitton zur Britt Allcroft Company zurück und arbeitete an der dritten Staffel von Thomas, die kleine Lokomotive.
Am 16. Mai 2008 starb Mitton im Alter von 69 Jahren an einem Herzinfarkt. Am 28. Mai wurde sein Tod bekanntgegeben.

### Auszeichnungen
- 1985: BAFTA-Nominierung für Thomas, die kleine Lokomotive
- 1987: BAFTA-Nominierung für Thomas, die kleine Lokomotive